# Seven Stars FC
El Seven Stars FC fue un equipo de fútbol de Sudáfrica que jugó en la Liga Premier de Sudáfrica, la primera categoría de fútbol del país.

## Historia
Fue fundado en el año 1995 en Ciudad del Cabo por idea de Rob Moore con el fin de desarrollar jugadores de las localidades de Langa, Nyanga y Khayelitsha.
El club fue uno de los equipos fundadores de la Primera División de Sudáfrica donde terminó en segundo lugar de su grupo a solo dos puntos del Santos Cape Town. En la siguiente temporada el club gana su grupo en la liga y logra el ascenso a la Liga Premier de Sudáfrica por primera vez.
En su primera temporada en la Liga Premier de Sudáfrica el club terminaría en quinto lugar y avanzaría hasta la segunda ronda de la Copa de Sudáfrica. Esa sería la única temporada del club en la primera categoría ya que a mediados de 1999 se fusionaría con el Cape Town Spurs FC para dar origen al Ajax Cape Town FC, aunque el equipo continúa existiendo en categorías menores.

## Palmarés
- Primera División de Sudáfrica: 1

1997/98

## Jugadores

### Jugadores destacados
| - Kaitano Tembo - Adile Sixaba - Edelbert Dinha | - Junaid Hartley - Fani Madida | - Dillon Sheppard - George Dearnaley |

## Entrenadores
- Gabin Hunt (1995-98)
- Bruce Grobbelaar (1999)